# Din-Addict
A Din-Addict egy budapesti grindcore formáció, ami a Dissective Fingers és az Insistence zenekarokból állt össze 1998-ban. Gyors és zajos zeneiségük, durva és fekete humorú szövegeik miatt gyakran a magyar Anal Cunt-ként emlegették.
Koncerteken jellemző volt rájuk a közönség kirívó sértegetése, amiért széles utálatnak örvendtek azok körében akik "nem vették a poént". Korai fellépéseik nem egyszer torkolltak verekedésbe. Első külföldi turnéjuk 1999-ben volt. Elsősorban a szomszédos országokban illetve Csehországban és Németországban játszottak.
Első teljes lemezszerződésüket 2003-ban kötötték az Obscene Extreme fesztivált is foglalkoztató Bizarre Leprous Productionsal. Második alkalomra már nem kerülhetett sor, mert a zenekar 2006 elején a tagok zenei irányultságának változása miatt feloszlott. A tagok a Jack és a Long Pig zenekarokban folytatták tovább zenei tevékenységüket.
Egy-két lemezüket a magyar Hammer World magazin is értékelte.

## Tagok

### Feloszláskor
- Farkas 'Bakelit' Attila (1998–2006) (dob)
- Fehér Dávid (1999–2006) (gitár, basszusgitár)
- Kiss 'Kisz' Gábor (1999–2006) (ének)
- Vajsz Kornél (2004–2006) (ének)

### Korábbi tagok
- Török 'Zama' Gábor (1998–2004) (ének)
- Tóth 'Sangre' László (2000–2003) (basszusgitár)
- Hatvani László (1998–1999) (gitár)
- Józsa 'Jirzsi' Károly (1998–1999) (basszusgitár)

## Kiadványok

### Nagylemezek
- Music for Opened Minds (2003, Bizarre Leprous Productions)

### Kislemezek
- Revenge (2000, Nuclear BBQ Party Records; közös lemez az Agathocles zenekarral)
- 4-way Split (2001, Copremesis Records; közös lemez az Abortion, Agathocles, illetve Malignant Tumour zenekarokkal)
- Extent of Change (2001, szerzői kiadás; közös lemez az Ironworks zenekarral)
- Planet U.S.A. (2002, Skud Records; közös lemez az Obliterate zenekarral)
- Democracy Is What You Say... (2002, In Mince We Grind Wreckchords; közös lemez az Endless Struggle zenekarral)
- Sex, Drugs, Grindcore (2004, Raw Noise Records; közös lemez az Embalming Theatre zenekarral)
- Adult Orientated Grindcore (2005, Grodhaisn Productions; közös lemez a Grindustry zenekarral)

### Demók
- Horrible Musical Ejaculation (1999, szerzői kiadás)
- Vivisection of Reality (2000, szerzői kiadás)
- Caution! F**king Zone! (2000, szerzői kiadás; közös lemez a Sangre Con Filtro zenekarral)
- Neurosexual Deformation (2005, szerzői kiadás)